# Tháp nước Wrocław
Tháp nước Wrocław là một tháp nước lịch sử nằm ở Borek, quận Krzyki, là một quận nằm ở phía nam của Wrocław, Ba Lan (trước đây là Breslau ở Đức).

## Xây dựng
Tháp nước có vị trí tại phố Sudecka (trước đây là Hohenzollernstraße) ở Wrocław được thiết kế bởi Karl Klimm, một kiến trúc sư địa phương có uy tín. Nổi tiếng vào đầu thế kỷ 20, Klimm cũng đã thiết kế tòa nhà ấn tượng của Trường Trung học Kỹ thuật Xây dựng và Máy móc (Khoa Kiến trúc của Đại học Công nghệ Wrocław) và Cầu Zwierzyniecki (trước đây gọi là Cầu Pass).
Được xây dựng 1904-1905 bên cạnh Đại lộ Wiśniowa và ngã ba đường Sudecka, tòa tháp đã cung cấp nước cho cư dân của các quận phía nam của Wrocław trong nhiều năm. Tháp cao 63 mét. Nó được trang bị một thang máy điện ngay từ đầu. Từ tháng 6 năm 1906, thang máy cho phép mọi người đến tầng quan sát nằm ở độ cao 42 mét (giá vé 10 pfennig), từ đó người ta có thể chiêm ngưỡng khung cảnh của Wrocław, môi trường xung quanh và Núi Ślęża. Hai năm sau, một lá cờ đỏ từng được treo ở trên đỉnh để thông báo cho mọi người về việc quan sát rất tốt dãy núi Sudety vào một ngày nhất định nào đó.
Hai nhà điêu khắc, Taschner và Bednorz, đã trang trí phần dưới của tòa nhà bằng những bức phù điêu bằng sa thạch, đại diện cho những sinh vật tuyệt vời gợi nhớ đến "những người tốt nhất" thời trung cổ. Từ một đài phun nước nằm ở mặt tiền phía đông bắc chảy ra dòng nước trong vắt có nguồn gốc trong hầm của tòa tháp. Các đài phun nước từng mô tả thần thoại Triton gắn liền với nữ thần.
Công trình gạch khổng lồ này được mô phỏng theo hình ảnh các lâu đài ở thời trung cổ. Tòa tháp được đặt trên nền móng vững chắc, nơi là các căn hộ dành cho nhân viên công ty vận hành hệ thống cấp nước.

## Lịch sử
Trong trận Festung Breslau năm 1945, tòa tháp đóng vai trò là một điểm chỉ huy. Khu vực xung quanh đã bị ném bom nặng nề và bị hư hại trong trận chiến dữ dội, nhưng tòa tháp vẫn gần như còn nguyên vẹn trong Thế chiến II. Tuy nhiên, cuộc chiến tranh và những năm sau đó đã chứng kiến tòa tháp phải chịu một sự lãng quên rất lớn. Cho đến giữa thập niên tám mươi, tòa tháp phục vụ như một hồ chứa, cân bằng áp lực nước cho các quận phía nam.
Năm 1995, tòa tháp được Công ty Đầu tư Stephan Elektronik mua lại từ thành phố. Tòa tháp đã được trẻ hóa và bắt đầu cuộc sống mới với tư cách là một tổ hợp nhà hàng phong cách, được gọi là Wieża Cisnień (tên trong tiếng Ba Lan của "tháp nước").

## Hình ảnh

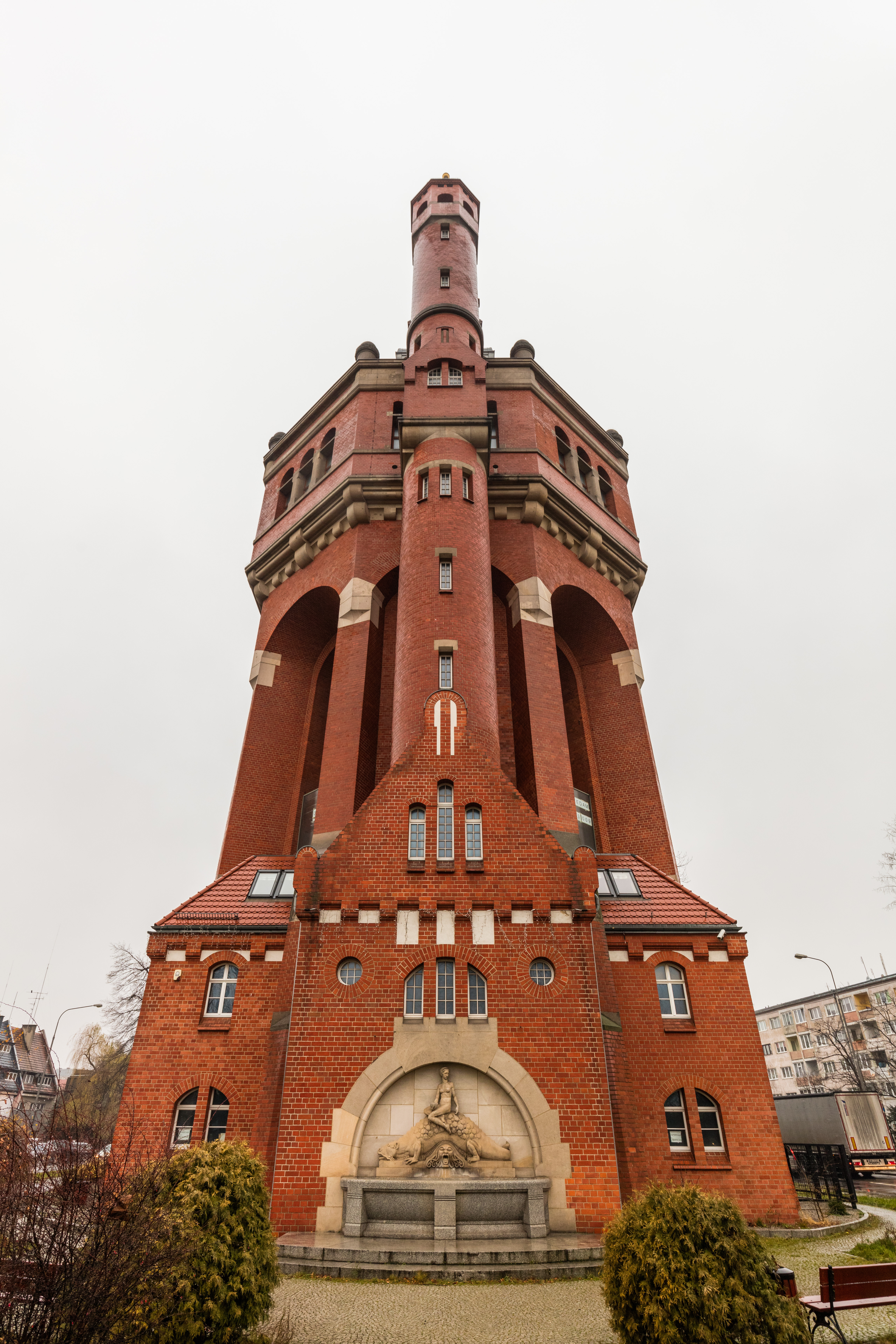
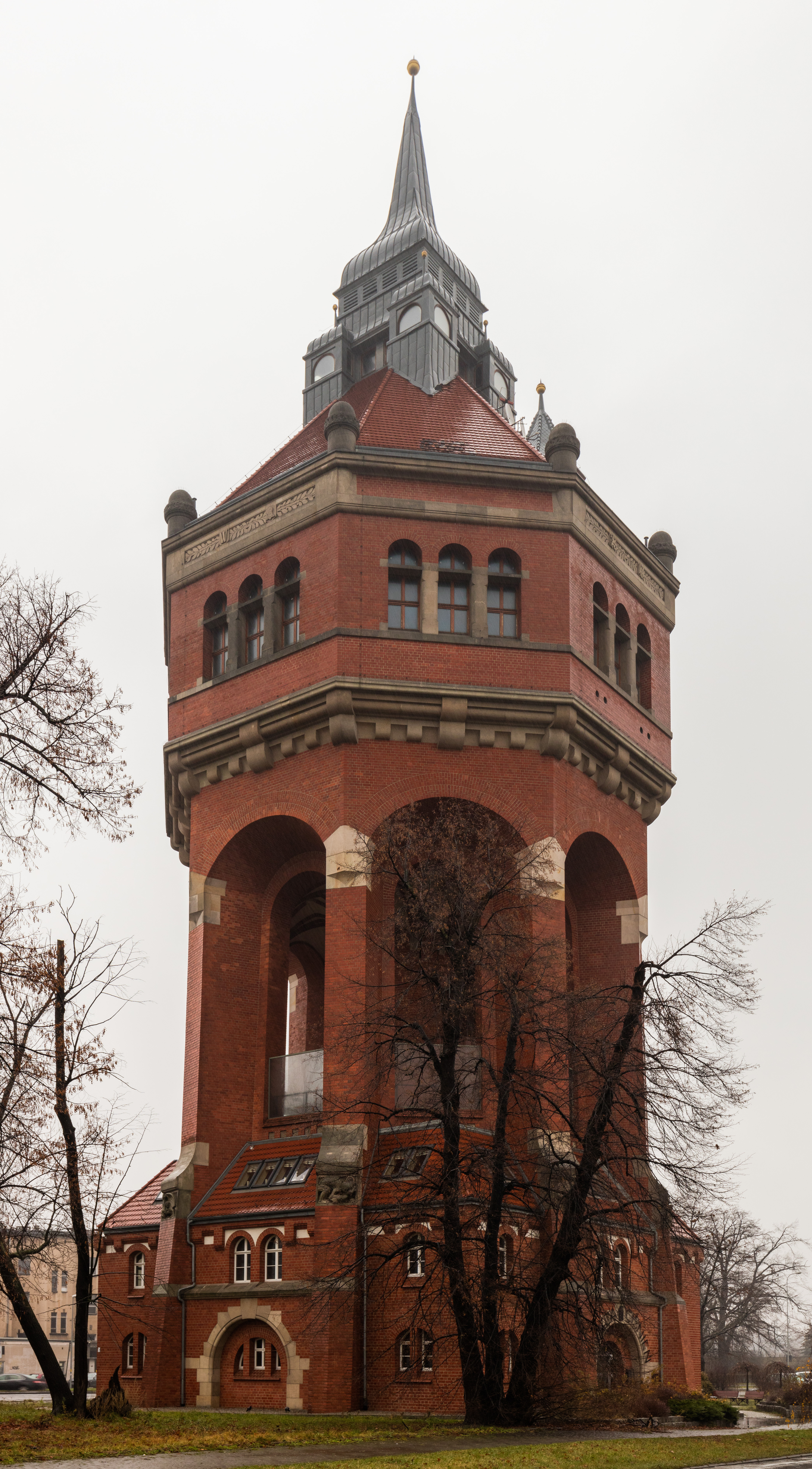
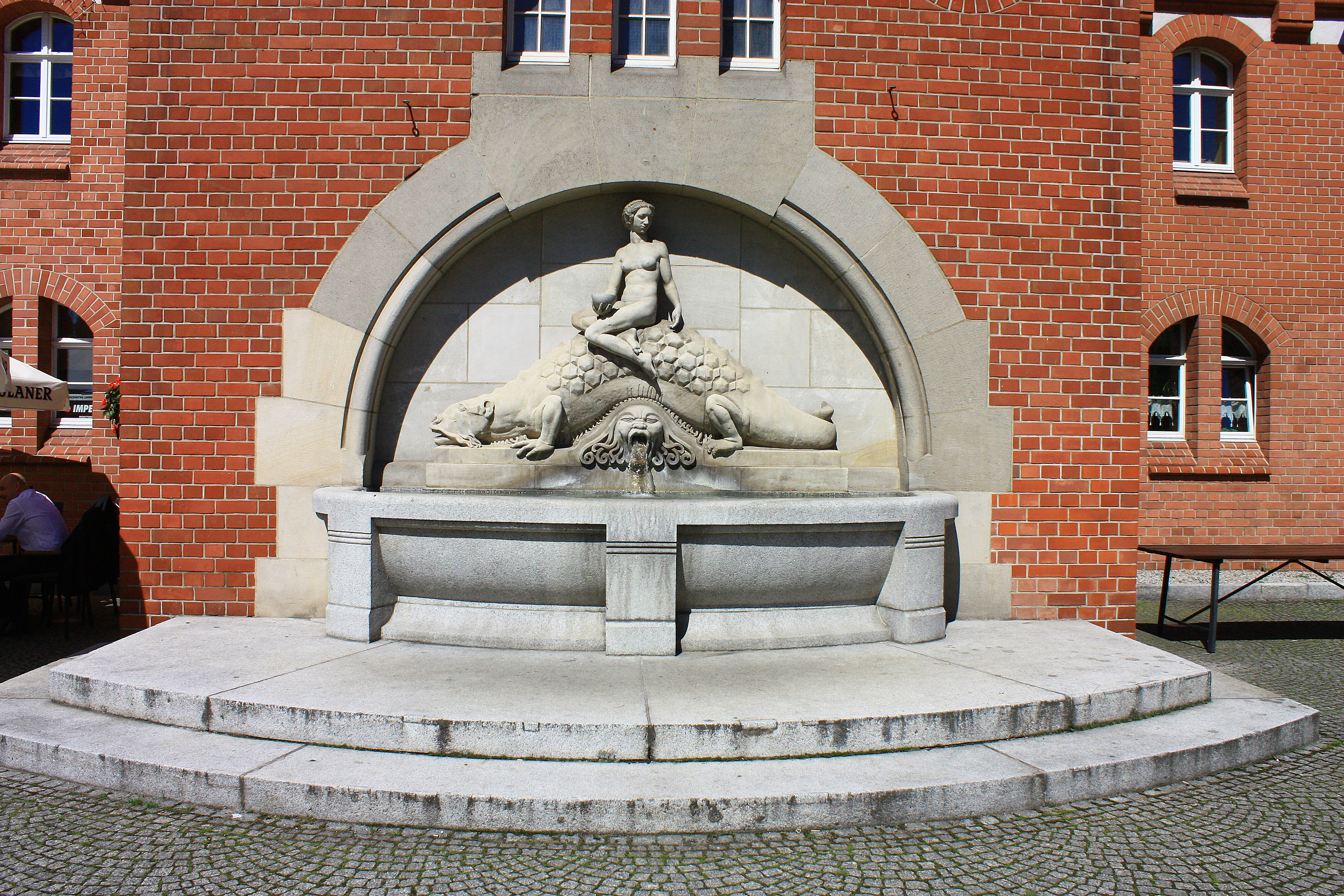
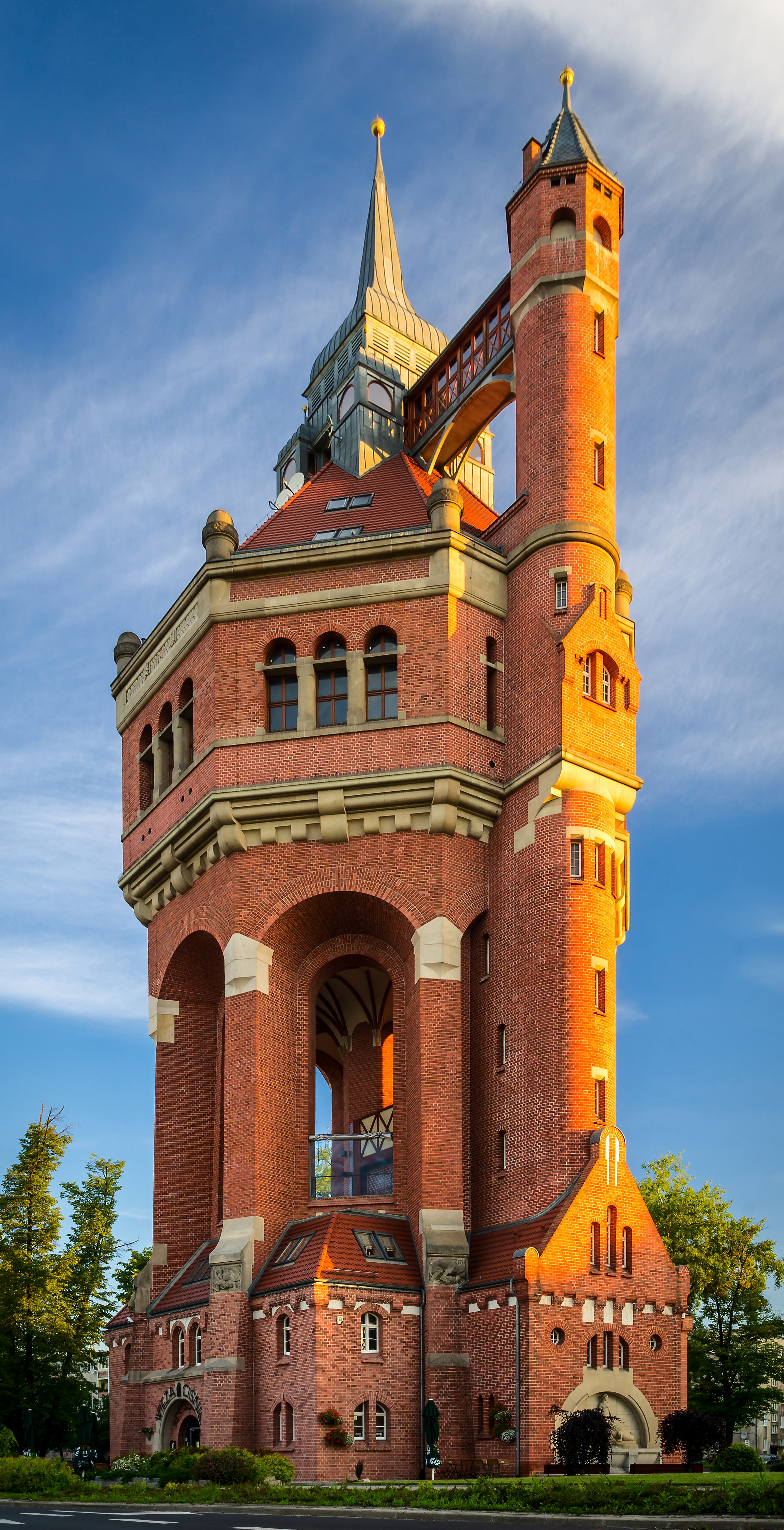
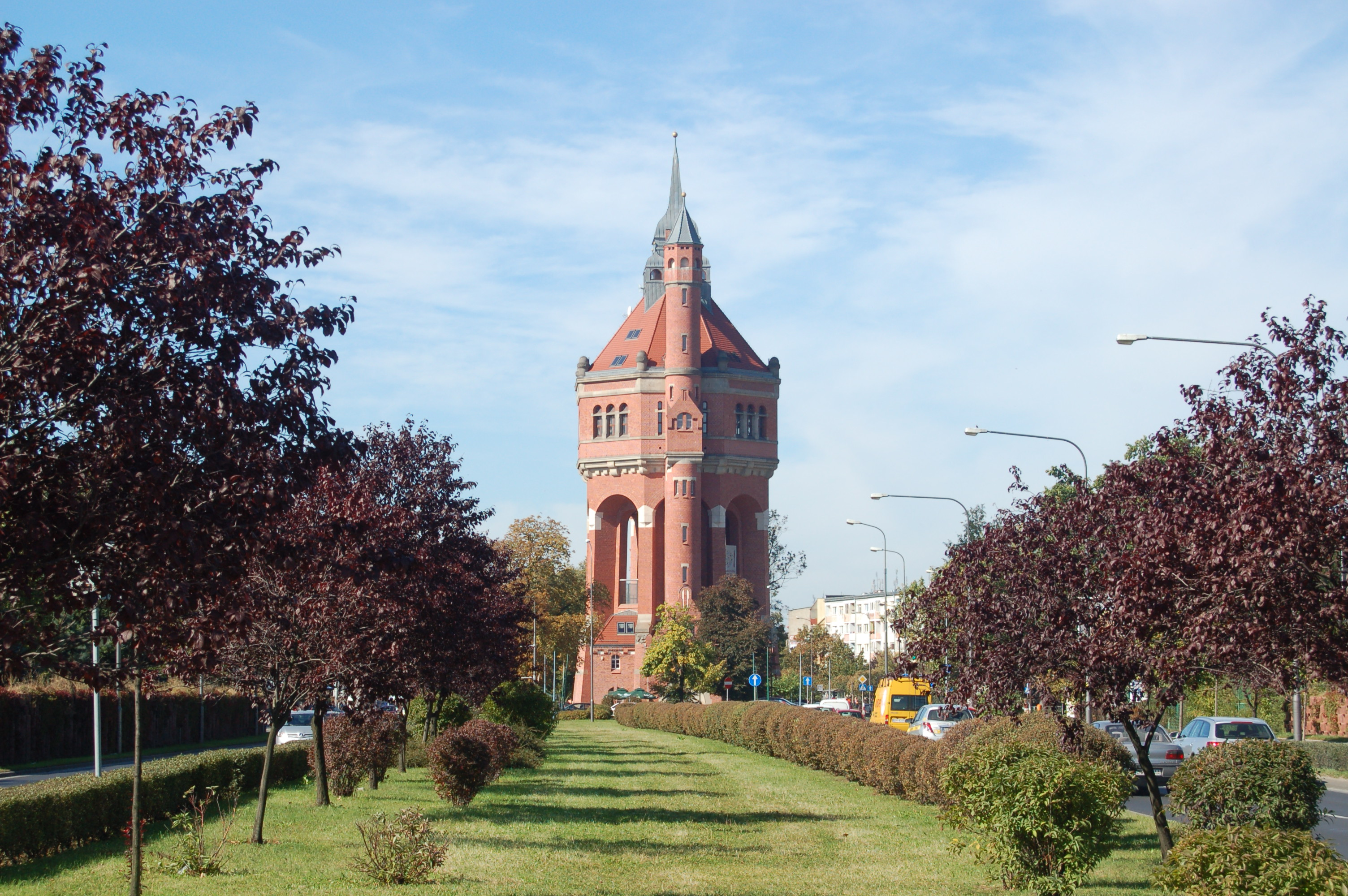